# Nitschareuth

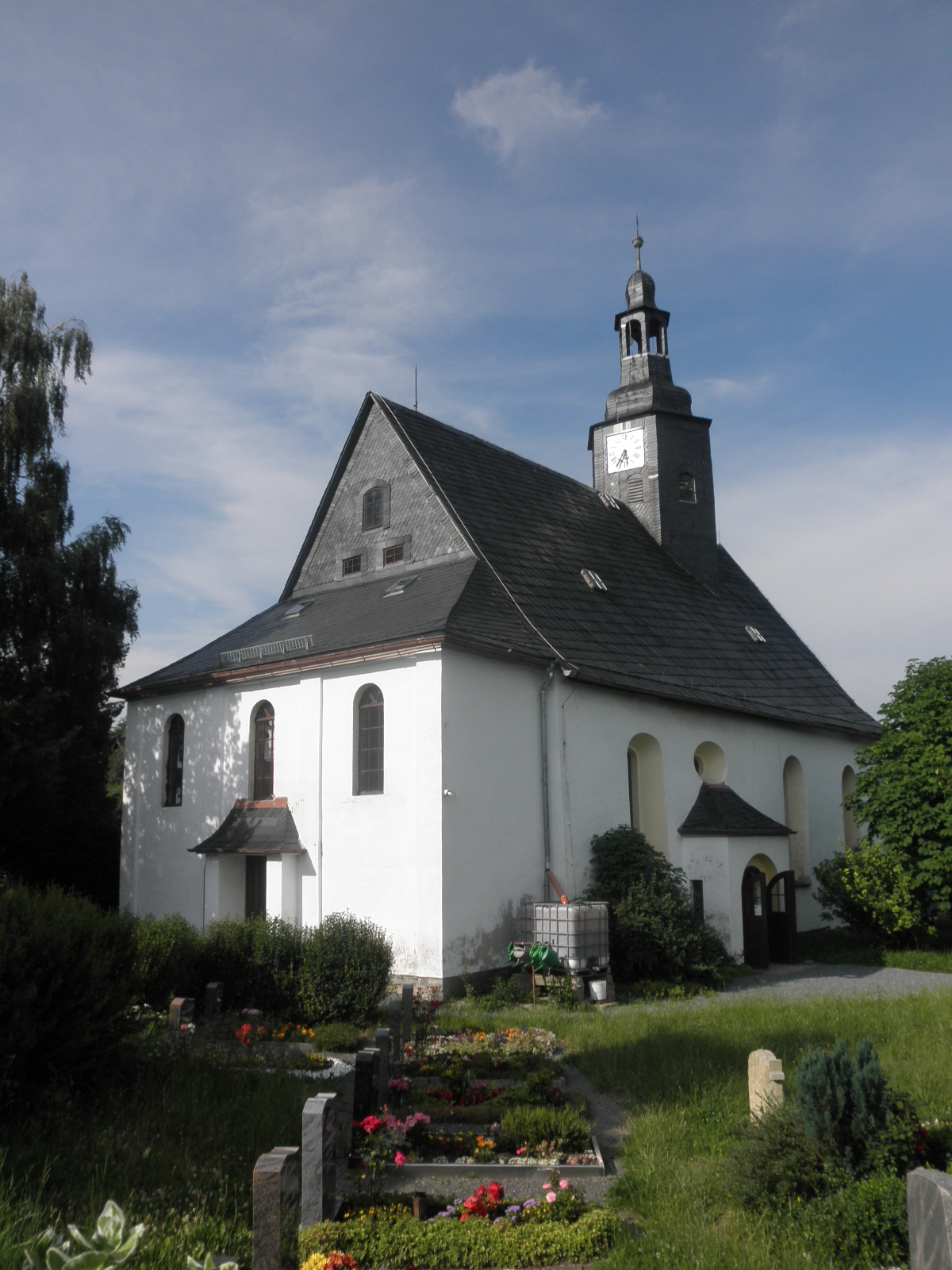
Kirche von Nitschareuth

Nitschareuth ist ein Ortsteil von Langenwetzendorf im Landkreis Greiz in Thüringen.

## Geografie
Nitschareuth liegt in einem langgestreckten Tal einer Hochfläche des Thüringer Schiefergebirges zwischen Daßlitz und Neumühle/Elster. Die Umgebung besteht aus Wiesen und Feldern. Die folgenden Anhöhen sind bewaldet.
Der ländlich geprägte Ort gilt als Anschauungsobjekt des 18. Jahrhunderts. Die Bauernhöfe um den zentralen, mit zwei Teichen besetzten Dorfanger stehen seit 1979 unter Denkmalschutz.

## Geschichte
Der Ort wurde durch fränkische Siedler gegründet.
Am 25. Mai 1441 wurde ein Einzelgehöft erstmals urkundlich erwähnt. Später nennt man ein Angerdorf mit Pfarrkirche und 16 Drei- oder Vierseitenhöfen, jeweils mit Hoftorbögen im fränkischen Stil. 1538 wurde erstmals ein Gotteshaus „zu Nitzitzenreuth“ urkundlich erwähnt. 1549 hatte der Ort etwa 100 Einwohner. Ab 1550 gab es eine Schule. 1622, im Dreißigjährigen Krieg, wurde das Dorf verwüstet. 1939 hatte der Ort 535 Einwohner, dazu kamen dann Luftkriegsevakuierte und Heimatvertriebene. Beim Einrücken der US-Armee am 17. April 1945 wurden drei deutsche Soldaten in der Nitschareuther Flur erschossen, sie wurden auf dem Kirchhof begraben. Anfang Juli 1945 wurden die Amerikaner in Thüringen durch Rote Armee abgelöst, damit wurde auch Nitschareuth Teil der SBZ, ab 1949 der DDR. 1953 erfolgte die Zwangskollektivierung der Landwirtschaft. Die LPG hieß „Elsterperle“.
Daßlitz und Nitschareuth wurden am 1. Januar 1996 nach Langenwetzendorf eingemeindet.

### Kirche
Dorfkirche Nitschareuth

### Einwohnerentwicklung
Entwicklung der Einwohnerzahl:
| - 1549: 100 - 1939: 535 - 1996: 236 - 2015: 218 - 2019: 200 |

## Verkehr
Nitschareuth liegt an der Landesstraße 1085 zwischen Daßlitz und Neumühle/Elster.

## Kultur und Sehenswürdigkeiten

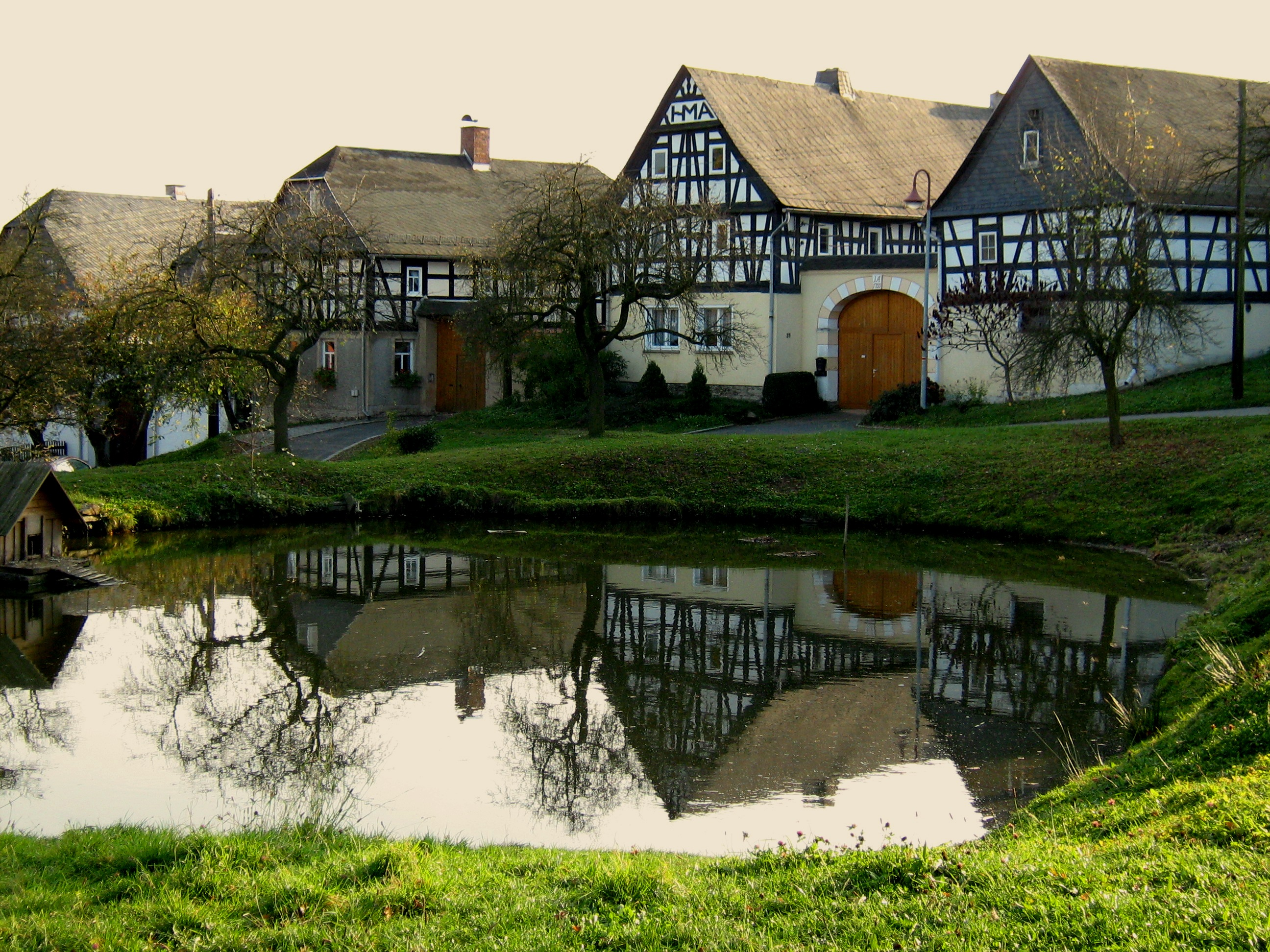
Dorfanger

Eine evangelische Filialkirche wurde unter Benutzung älterer Mauern im Jahr 1657 als Saalkirche gebaut. Renovierungen erfolgten 1730 und 1840. Anbauten wurden 1913 errichtet. Der Saal enthält einen polygonal, dreiseitig geschlossenen Chor und eine Balkendecke. Die Empore weist in den Brüstungsfeldern gemalte Szenen des Alten Testaments aus dem 18. Jahrhundert auf. Die Kanzel aus dem 17. Jahrhundert stammt aus der ehemaligen Schlosskirche zu Rothenthal. Es existieren Reste eines Flügelaltars mit farbig gefassten Schnitzfiguren des ausgehenden 15. Jahrhunderts.

Der Dorfanger befindet sich südlich der Kirche und geht auf eine spätmittelalterliche Struktur zurück. Die heutige Bebauung besteht aus 16 gestaffelt angeordneten Vierseithöfen mit Hoftorbogen, Wohnhaus und Wirtschaftsgebäuden aus der 2. Hälfte des 18. Jahrhunderts. Die Wohnhäuser befinden sich in Giebelstellung um den zentralen Anger und enthalten massive Erdgeschosse mit Fachwerkaufbau und Sattel- oder Krüppelwalmdächern. Teilweise weisen sie Schmuckfachwerk (Initialen, Jahreszahl im Giebel) auf.
Im Dreiseithof Gehöft Nr. 13 im oberen Dorf wurde ein Bauernmuseum eingerichtet: mit Gebäuden, alten Maschinen und Gerätschaften, Hofcafe, nachgebautem Steinbackofen und Museumsgarten.